# 斎藤友夏莉
斎藤 友夏莉（さいとう ゆかり、1990年12月18日 - ）は、千葉県船橋市出身の女子野球日本代表選手・元高校野球監督。現在のポジションは投手。右投右打。血液型はB型。

## 来歴・人物
- 2007年秋季、監督として公式戦に参戦したが、日本で現役女子高校生が男子野球部の監督となるのは過去に於いても初めての試みであった。ただしあくまでベンチ入りさせるための措置であり、実際の采配は部長登録となった前監督が振った。
- 大胆な起用に際し、「自分は3年間、公式戦に出られないことを分かったうえで野球部に入る事を決めたので、ベンチに入れるだけで嬉しいです。」と本人が語っている。
- 一時期野手に転向したが、メインは投手。最速111kmの球速であるが、ストレート、カーブに加えて、2種類のスライダーを投げ分ける。
- 家族構成は、父・母・兄・本人。

## 略歴
- 1990年 千葉県船橋市にて出生。
- 1995年 5歳で船橋市の少年野球クラブ「グリーンファイター」で野球を始める。
- 1997年 船橋市立飯山満小学校入学から投手を始める。
- 2003年 入学した船橋市立二宮中学校の1年在籍時に女子野球の日本代表選考合宿に参加。
- 2005年 同中学校3年在籍時に野手へ転向し、女子野球公式戦の試合で4番を打った経験がある。
- 2006年 千葉県立鎌ケ谷高等学校入学後、再び投手に復帰する。
- 2007年 高校野球秋季千葉県予選で、監督としてベンチ入りし、ノッカーとして公式戦参加[1]。

## 成績

### 監督としてのチーム成績
- 0勝1敗

### 監督通算成績
- 0勝1敗